# 國立陽明交通大學產學創新研究學院
國立陽明交通大學產學創新研究學院，係國立陽明交通大學下屬的學院，依據《國家重點領域產學合作及人才培育創新條例》（產學創新條例），於2021年成立，其下系所有智能系統研究所、前瞻半導體研究所。

## 外部連結
- 國立陽明交通大學產學創新研究學院 （页面存档备份，存于）